# Martin E. Greil
Martin E. Greil (* 7. Dezember 1970 in Dornbirn) ist ein österreichischer Aktions- / Soundkünstler und Schriftsteller.

## Leben und Wirken
Nach der Pflichtschule absolvierte Greil zunächst eine Ausbildung zum Drucker und war Gitarrist in diversen lokalen Punk-Bands wie FNAHC, The Sinep, Ruzzy Fuzzy. Später studierte er am American Institute of Music (AIM) in Wien. Als Paul McCartney in den 1990er-Jahren das Liverpool Institute of Performing Arts (LIPA) gründete, gehörte Greil zu den ersten Studenten dieser Pop-Universität. Nachdem er das LIPA erfolgreich abgeschlossen hatte, wirkte er für mehrere Jahre in Liverpool als Künstler und zum Teil auch als Dozent am LIPA und der Liverpool John Moores University.
Zusammen mit der französisch-schweizerischen Tänzerin Sophie Paratte und dem deutschen Schauspieler Armin Sengenberger gründete er 1996 die ASPARA-Company und kehrte schließlich nach Dornbirn zurück, wo er heute als Künstler und Kulturvermittler wirkt.
In Dornbirn gründete Greil 2002 das TiK, welches sich zur Aufgabe gestellt hat, junge Talente zu fördern. Darüber hinaus bietet das TiK Aufführungsmöglichkeiten und ein Kunstlabor. 

## Diskografie

### Experimentell
- Hope (Album), Audio Research Editions, UK
- Trace (Album), Audio Research Editions, UK
- Zero (Album), Audio Research Editions, UK
- Feedback (Album), Audio Research Editions, UK
- EQ (Album), Audio Research Editions, UK

### Theater
- LOOK AT ME NOW AND HERE I AM., Walk Tanztheater, 2015
- S.o.u.m. Sonic Speres of unceptured memories, Milcressort Göfis, 2015
- Hüllenmenschen, Aspara Company, TiK Dornbirn, 2015
- Earth 2.0, Montagehalle Dornbirn, Oktober 2014
- Just one World, 2014/20, in Kooperation mit Aspara Company uva., 2014
- Macht Schule Theater, Anderst Sein, Theater Wagabunt im TiK, 2013/14
- mi-Ku-ra #1 / 2013, Milk Ressort, Göfis, Mai 2013
- …stirbt der Bien…………stirbt der Mensch…, Milk Ressort, Göfis, Dezember 2013
- 4/4, Aspara Company, www.asapra.org, 2013
- Man sollte dagegen sein, Theater Wagabunt, 2013
- Supermex, Theaterwagabunt, 2013
- Macht Schule Theater, Mund aufmachen, BMUKK 2012/13
- Mydaozän, Aspara Company, 2012
- Soundlandschaft, Aspara Company, 2012
- Adressat unbekannt, Theater Wagabunt, 2012
- Alois Kabel Performance, Aspara Company, 2011
- Kafka’s Band, Theater Wagabunt, 2011
- Kunibert Kinderstück Theater Wagabunt 2011
- Salon d’amour im Magazin 4, Aktionstheater Ensemble 2010
- Christiane F. (Theater Musik/Theater Wozek)| MEG | 2010
- Jedermann (Theater Musik/Theater Wagabunt)| MEG | 2010
- Jeder der Schneemann (Theater Musik/Theater Wagabunt)| MEG | 2010

### Pop
- Apfelsaft (Album)|MEG

### Aspara Company
- Humanoscape (Album)|MEG  | 2001
- Vacuum Timeline (Album)|MEG  | 2002
- Monochamber (Album)|MEG   | 2003
- Greil/Sengenberger (Album)|MEG  | 2004
- ZAP (Album)|MEG  | 2006
- Trilogy (Performance/Album)|MEG | 2006
- Lambda (Performance Musik)|MEG | 2007
- Pflasterkörper (Performance Musik)|MEG | 2008
- Clic de Souris (Performance Musik)|MEG | 2010
- Jedermann (Theater Musik/Theater Wagabunt)|MEG | 2010